# El Rovell de l'Ou

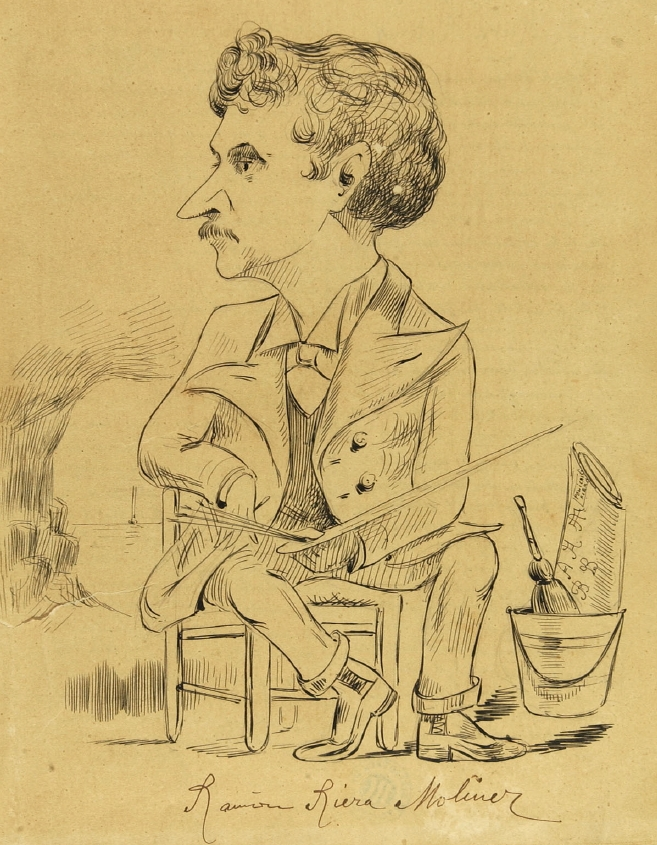
Ramón Riera Moliner en la revista Il Tiberio (1896)

El Rovell de l'Ou (traducido del catalán, «la yema del huevo») fue una taberna de Barcelona que estuvo abierta entre los años finales del siglo XIX y principios del siglo XX. Se encontraba en la calle del Hospital, casi haciendo esquina con la Rambla. La taberna dio nombre a un grupo de artistas que se reunía allí, adscritos al posmodernismo. La mayoría eran alumnos de la Academia Borrell: Mariano Pidelaserra, Pere Ysern, Cayetano Cornet, Emili Fontbona, Josep-Víctor Solà, Xavier Nogués, Ramón y Julio Borrell, Ramón Riera Moliner, Filibert Montagut y Joan Comellas. Entre los escritores se encontraban Josep Lleonart, Cristòfol de Domènech y Rafael Nogueras Oller.
Los artistas del grupo emprendieron la reacción de la revista manuscrita Il Tiberio (1896-98), hoy conservada en la Biblioteca de Cataluña.
El local pasó a ser después un bar denominado La Flor y, posteriormente, ya en el siglo XXI, un pub inglés.